# 安提戈涅 (索福克勒斯版)
《安提戈涅》是古希腊悲剧作家索福克勒斯公元前442年的一部作品，被公认为是戏剧史上最伟大的作品之一。该剧在剧情上是忒拜三部曲中的最后一部，但是最早写就的。剧中描写了俄狄浦斯的女儿安提戈涅不顾国王克瑞翁的禁令，将自己的兄长，反叛城邦的波吕尼刻斯安葬，而被处死，而一意孤行的国王也遭致妻离子散的命运。剧中人物性格饱满，剧情发展丝丝相扣。安提戈涅更是被塑造成维护神权及自然法，而不向世俗权势低头的伟大女英雄形象，激发了后世的许多思想家如黑格尔、克尔凯郭尔、德里达等的哲思。

## 登場人物
- 安提戈涅：俄狄浦斯的小女儿，海蒙的未婚妻。因違抗克瑞翁之命被處決，導致克瑞翁相繼失去妻、子。
- 伊斯梅内（英语：Ismene）：安蒂岡妮之姊，曾試圖阻止她埋葬哥哥，卻在事發後主動要與安蒂岡妮共同承擔責任，被後者拒絕。
- 克瑞翁：在《俄狄浦斯王》《七雄攻忒拜》中的故事發生後，代理忒拜王權，下令禁止埋葬率領七雄的波呂尼克斯。
- 海蒙（英语：Haemon）：克瑞翁之子，安蒂岡妮的未婚夫。勸說父親寬恕安蒂岡妮未果後前去解救她，卻與回心轉意的父親一同趕到並目睹安蒂岡妮已經自盡。海蒙憤而向父親刺去，不中後拔劍自刎。
- 特伊西亞斯：盲人先知，曾在《俄狄浦斯王》中扮演關鍵角色。本劇中在安蒂岡妮被帶走行刑後登場，警告克瑞翁觸犯神意就匆匆離去，終於讓後者回心轉意。
- 忒拜的歐利蒂絲（英语：Eurydice of Thebes）：克瑞翁之妻、海蒙的母親。在聽說兒子自殺後也自盡隨之而去。
- 衛兵：領克瑞翁王命看守波呂尼克斯的屍體，在安蒂岡妮第二次前來埋葬時將其捉捕並押送至克瑞翁處。
- 信使：在克瑞翁回心轉意並前去阻止行刑後前來向歐利蒂絲和忒拜長者們宣佈了刑場上海蒙之死，致使歐利蒂絲自殺身亡。
- 合唱團：由忒拜的長者組成。雖然他們開始時站在克瑞翁一方，卻被安蒂岡妮的執着打動，最後勸說克瑞翁阻止行刑卻爲時已晚。

## 劇情簡述
按古希臘悲劇常規的結構，《安蒂岡妮》一劇可分爲序幕、合唱隊登場、相互交織的多個中幕與合唱歌、尾聲。

### 故事背景
俄狄浦斯王在同名悲劇的末尾退位，其二子厄忒俄克勒斯與波呂尼克斯爲爭奪繼承權作戰（七雄攻忒拜）而雙雙陣亡。克瑞翁代理王權，判定厄忒俄克勒斯爲合法君主；波呂尼克斯謀圖篡位，禁止爲其發喪，違者格殺勿論。

### 分幕劇情
- 序幕（第1–99行）

俄狄浦斯的小女兒安蒂岡妮約其姊伊斯梅内在城門外密會。安蒂岡妮表達出想要違抗克瑞翁王命、私自埋葬她的哥哥波呂尼克斯並爲其發喪的意圖。伊斯梅内爲了妹妹的安全極力勸阻，卻被安蒂岡妮痛斥爲「良家出來的孽種」，兩人因此不歡而散。
- 合唱隊登場（「太陽的光芒」[原文 2]，第100–161行）

由忒拜長者組成的合唱隊以歌唱講述七雄攻忒拜的故事，歌尾他們歡迎克瑞翁王的到來。
- 第一幕（第162–331行）

克瑞翁王向忒拜長者們重申禁止埋葬波呂尼克斯的命令，而後者表示效忠於克瑞翁王，並願意遵守其命令。一個衛兵突然闖入幕中，向克瑞翁報告夜間有人私自掩埋了波呂尼克斯的屍體，並爲其進行了簡單葬禮。暴怒的克瑞翁下令掘出屍體，並且如果再次有人埋葬波呂尼克斯而未被逮捕，他將命令處決衛兵。
- 第一合唱歌（「可驚歎之物衆多」[原文 3]，第332–383行）

忒拜長者們歌唱世上可驚歎之物衆多，卻無一物比「人」更加可驚歎。人有選擇善與惡的能力，而所謂「善」便是遵從城邦的法律與統治者；違抗城邦的法律的人即是成爲了（無邦者），這樣的人是可恥的。因此，儘管他們還不知道安蒂岡妮的身份，卻已經站在城邦法律的一面對她的行爲進行了譴責。
- 第二幕（第384–582行）

衛兵逮捕了再次試圖埋葬波呂尼克斯的安蒂岡妮，並將她押送到克瑞翁與忒拜長者面前。安蒂岡妮對她的行爲供認不諱，並且承認了違反城邦法律的事實，但卻堅稱她遵從的是「宙斯與亡者國度的法律」。克瑞翁與安蒂岡妮展開了一場戲劇辯論，前者堅持城邦法律作爲最高的道德評判準則的地位，後者則不讓步於神的法律。被激怒的克瑞翁宣稱「只要我活着一天，就別想有女人告訴我做什麼」，並對安蒂岡妮宣判死刑。此時趕到的伊斯梅内痛哭着爲妹妹求情，並願意與其一同承擔刑罰，卻被安蒂岡妮冷漠拒絕。忒拜的長者們提醒克瑞翁已經將他自己的兒子海蒙許配給安蒂岡妮，希望能看在晚輩親事的份上寬恕她；克瑞翁卻毫不爲動，並說寧可處死兒子這樣的未婚妻也不會允許他們成親。
- 第二合唱歌（「他們是幸運的」[原文 6]，第583–630行）

忒拜長者們詠歎神降在俄狄浦斯家族上的詛咒代代相傳永無窮盡，感慨宙斯爲凡人所帶來的一切功名都與毀滅相伴；如今這一毀滅也來到了克瑞翁一代的家族中。
- 第三幕（第631–780行）

海蒙聽說安蒂岡妮被判處死刑後匆忙趕到，他先是對父親表達了忠誠，表示會尊重父親的命令。可隨後海蒙提出「神賜予凡人的理性是我們最高的財產」，希望對父親曉之以理。海蒙說，安蒂岡妮的行爲雖然違法在先，但城邦中的很多人都爲她而感動，若是克瑞翁能夠寬恕她也必定能獲得這些人的認可。雖然忒拜的長者們對海蒙的意見持贊成態度，然而克瑞翁卻勃然大怒，斥責海蒙是「一個女人的奴隸」，並且威脅要在海蒙面前處死他的未婚妻。海蒙憤而離去，克瑞翁則下令將安蒂岡妮活埋入山洞中處死。
- 第三合唱歌（「久戰不敗的愛情」[原文 9]，第781–805行）

忒拜長者們感慨愛情的力量不論是不朽的神還是凡人都無法逃脫，愛能讓人脫離法律的道路，能讓骨肉相殘；但是看到即將被處死的安蒂岡妮，他們卻無法抑制對其同情之心。
- 安蒂岡妮的哀歌（第806–882行）

安蒂岡妮介入合唱歌中；長者們終於爲她折服，承認她即將「帶着榮耀和贊美」，作爲「凡人中唯一在人世間以自己的法律爲準則的人」離世。安蒂岡妮以傳說中的尼俄伯自比而哀嘆自己的命運多舛，而長者們安慰她是在替父親承受神罰。
- 第四幕（第883–943行）

克瑞翁在長者們和安蒂岡妮的哀歌面前依然不爲所動，並再次催促衛兵將安蒂岡妮帶去處刑地。安蒂岡妮向忒拜的人民最後一次道別。
- 第四合唱歌（「達那厄也受過難」[原文 12]，第944–987行）

忒拜的長者們列舉傳說中受過苦難的英雄和人們，感慨人不論身世最終都將落入苦難。
- 第五幕（第988–1114行）

盲人先知特伊西亞斯趕到並向克瑞翁宣佈他在占卜中預見到了衆神的憤怒。克瑞翁急切讓先知說出衆神的旨意，而後者在說出克瑞翁的法律和處死安蒂岡妮觸犯神意後就匆匆離去。忒拜的長者們勸說克瑞翁遵從神諭並解救出安蒂岡妮，克瑞翁終於決定親自前去阻止行刑。
- 第五合唱歌（「有許多名字的神」[原文 13]，第1115–1154行）

忒拜的長者們向「有許多名字的」酒神狄俄倪索斯祈禱，讓祂保佑忒拜城的平安。
- 尾聲（第1155–1353行）

一名信使前來通告克瑞翁家族的命運：安蒂岡妮在山洞中上吊自盡，聞訊趕來想要解救她的海蒙與試圖阻止行刑的克瑞翁一起見到此景；激怒的海蒙拔劍刺向父親而被後者躲過，卻在衆人來不及反應時自刎而死。克瑞翁之妻、海蒙的母親歐利蒂絲聽到信使報告後，一言不發回到屋內。因喪子而哀慟的克瑞翁回到場上，卻從屋內出來的信使處得知歐利蒂絲也已經拔劍刺入心臟自盡。同時承受喪妻、子之痛的克瑞翁終於不堪悲痛，向神祈禱讓自己也儘快離世，卻被忒拜的長者們告知「凡人在命中注定的苦難面前沒有解脫」。最終克瑞翁在哀號中被帶出場外，而留下來的忒拜長者們則感慨道：
|  | 傲慢者非分的言語，必將以承受非分的打擊來償還，而在遲暮之年教諭給人智慧。 |

## 解讀
《安蒂岡妮》的劇情承接艾斯奇勒斯所著的《七雄攻忒拜》（前467年首演），然而後者描畫的忒拜人民從伊始便支持安蒂岡妮埋葬哥哥，本作中的忒拜長者則是以維護克瑞翁王、維護城邦法律的形象登場，卻最終對安蒂岡妮的行動感服。從創作背景來看，前441年的雅典處於伯里克里斯統治的全盛期，同年索福克勒斯被指派爲10名進攻薩摩斯島的將軍之一；然而在這樣的背景下，《安蒂岡妮》中卻鮮少有爲了雅典政體的政治宣傳，而將目光保持在劇中的角色以及其相互之間的衝突。劇中核心的衝突圍繞着爲波呂尼克斯舉辦葬禮的正義性這一問題：從一方面來看，波呂尼克斯是率軍隊進攻忒拜的罪人，理應受到城邦法律的懲罰；然而從另一方面來看，安蒂岡妮遵守爲同族人安葬的宗教傳統，亦有其合理性與正義性，兩個觀點在安蒂岡妮的行爲下不可避免的發生碰撞。
故事中的忒拜長者信守希臘古典時期以城邦爲個人最高的歸屬這一價值觀，以安蒂岡妮的行爲展開的一系列討論也是圍繞着城邦中的正義展開；沒有人單單只是出於安蒂岡妮的年輕或是以同族人的情感爲由反對處死安蒂岡妮。安蒂岡妮和克瑞翁都各持己見，認爲自己的觀點是爭議的，只有在先知特伊西亞斯登場後觀衆才得知神的旨意：克瑞翁違反神意，應受神罰。儘管如此，克瑞翁仍然試圖對先知堅持己見，直到忒拜的長者勸說他之後才回心轉意，這一宗罪也成了他家破人亡的緣由。
歷史上有很多哲學家和思想家都對《安蒂岡妮》這部劇情有獨鍾，各自作出了不同的解讀：
- 黑格爾在分析古希臘悲劇時指出，古希臘悲劇的核心衝突並不是「善」與「惡」的對抗，而是兩個相互排除的「善」之間的對抗。儘管安蒂岡妮和克瑞翁的價值觀各自分別開來都是正義的（在黑格爾看來分別代表良知與法律），兩個代表了不同理念的人之間的對抗，最終導致相互湮滅，才能帶來兩個理念間的辯證和解[7]。

- 對於詩人賀德林來說，克瑞翁對安蒂岡妮的恨不只是出於他維護城邦法律的動機，而是因爲依照古希臘城邦女繼承人（英语：epikleros）的傳統安蒂岡妮擁有受宙斯保護的權利，而克瑞翁則必須讓海蒙與安蒂岡妮成親並將他們的男性繼承人讓給俄狄浦斯的血統。因此，克瑞翁如果想要留下自己的血統就不得不除去安蒂岡妮[8]。

- 海德格在他的著作中將安蒂岡妮列爲本真存在的唯一一個範例；在海德格的解讀中，「人」對古希臘人來說是，該詞有「最奇妙之物」「最可怖之物」「最兇殘之物」等多種解釋。海德格將該詞譯爲 ，即「不尋常的」或是「與家分離、對立的」，安蒂岡妮主動接受了她的命運，承受了不尋常的苦難，這是與海德格本人本真的倫理觀和政治價值觀一致的表現[9][10]。

## 當代衍生作品

### 話劇
- 尚·考克多在巴黎的  導演了一部改編版的《安蒂岡妮》（1922年）。
- 尚·阿諾伊的劇作《安蒂岡妮（英语：Antigone (Anouilh)）》劇情改編自索福克里斯的版本，1944年在納粹淪陷區內的巴黎首演。
- 貝托爾特·布萊希特在二戰結束後出版了他的劇作《安蒂岡妮（英语：Antigone (Brecht)）》，改編自賀德林以德語翻譯的索福克勒斯版。
- 謝默斯·希尼著于2004年的話劇《忒拜的葬禮（英语：The Burial at Thebes）》改編自索福克里斯版的原作。
- 詩人安妮·卡森在2012年出版的 Antigonick 是對索福克里斯版劇情進行的自由改編。
- 斯拉沃熱·齊澤克在2016年出版了一本改編版的《安蒂岡妮》，亦是基於索福克里斯版的原作；該版本中齊澤克加入了他本人基於拉岡的解讀而得到的見解。

### 音樂
- 孟德爾頌曾爲路德維希·蒂克導演的1841年版《安蒂岡妮》演出作過配樂《安蒂岡妮組曲（英语：Antigone (Mendelssohn)）》，包括一首序曲與七首合唱曲。
- 卡爾·奧福于1949年首演的話劇《安蒂岡妮（英语：Antigonae）》亦是基於賀德林以德語翻譯的索福克勒斯版。

## 引用

### 原文
1. ↑  Soph. Ant. 38.
2. ↑  , Soph. Ant. 100.
3. ↑  , Soph. Ant. 334.
4. ↑  Soph. Ant. 370.
5. ↑  , Soph. Ant. 525.
6. ↑  , Soph. Ant. 583.
7. ↑   Soph. Ant. 683–4.
8. ↑  Soph. Ant. 756.
9. ↑  , Soph. Ant. 781.
10. ↑  , Soph. Ant. 817.
11. ↑  , Soph. Ant. 817.
12. ↑  , Soph. Ant. 944.
13. ↑  , Soph. Ant. 1115.
14. ↑   Soph. Ant. 1337–8.
15. ↑   Soph. Ant. 1350–3.

### 解讀作品
1. ↑  Letters, F. J. H. . London: Sheed and Ward. 1953: 156.
2. ↑  Letters，第147–148頁.
3. ↑  Else, Gerald F. . Heidelberg: Carl Winter Universitätsverlag. 1976: 43.
4. ↑  Letters，第147頁.
5. ↑  Chiara Casi. . www.academia.edu.   [6 October 2019].
6. 1 2  Collins, J. Churtin. . . Translated by Robert Whitelaw. Oxford: Clarendon Press. 1906  [2020-06-28]. （原始内容存档于2018-08-15）.
7. ↑  .   [2020-06-28]. （原始内容存档于2020-02-22）. Extract from the Encyclopaedia Britannica Online entry on tragedy, 12 April 1999.
8. ↑  Rosenfield, Kathrin H. . Translated by Charles B. Duff. Aurora, Colorado: The Davies Group, Publishers. 2010: 99–121. ISBN 978-1934542224.
9. ↑  Ward, James F. Heidegger’s Political Thinking. Univ of Massachusetts Press, 1995. p. 190. ISBN 9780870239700
10. ↑  Keenan, Dennis King. The Question of Sacrifice. Indiana University Press, 2005. p. 118. ISBN 9780253110565

### 原文
- A. C. Pearson, ed. . Oxonii: E Typographeo Clarendoniano. 1924. ISBN 9780198145486 （古希臘語）.
- Hugh Lloyd-Jones, N. G. Wilson, edd. . Oxonii: E Typographeo Clarendoniano. 1990. ISBN 9780198145776 （古希臘語）.

### 譯本
- Robert Fagles, translator. . New York: Penguin. 1986. ISBN 9780140444254 （英语）.
- Jean Bollack et Mayotte Bollack, traducteurs. . Paris: Éditions de Minuit. 1999. ISBN 9782707316622 （法语）.

### 相關論述作品
- Butler, Judith. . New York: Columbia University Press. 2000. ISBN 0-231-11895-3 （英语）.
- Heaney, Seamus. . Proceedings of the American Philosophical Society. December 2004, 148 (4): 411–426 （英语）.
- Martin Heidegger; ed. Petra Jaeger. . Frankfurt am Main: Vittorio Klostermann GmbH. 1953 （德语）.

- Heidegger, Martin; Gregory Fried; Richard Polt. . New Haven: Yale University Press. 2000: 156–176. ISBN 978-0-300-08328-6 （英语）.

- Martin Heidegger; ed. W. Biemel. . Frankfurt am Main: Vittorio Klostermann GmbH. 1984 （德语）.

- Heidegger, Martin; McNeill, William; Davis, Julia. . Bloomington: Indiana University Press. 1996 （英语）.

- Lacan, Jacques. . Paris: Éditions du Seuil. 1986. ISBN 2-02-009162-3 （法语）.

- Lacan, Jacques. . Dennis Porter, translator. New York: W.W. Norton. 1992: 240–286. ISBN 0-393-31613-0 （英语）.

- Miller, Peter. . Helios. 2014, 41 (2): 163–185. doi:10.1353/hel.2014.0007. hdl:10680/1273 （英语）.
- Segal, Charles. . Norman, OK: University of Oklahoma Press. 1999: 266. ISBN 978-0-8061-3136-8 （英语）.
- Steiner, George. . New Haven: Yale University Press. 1996. ISBN 0-300-06915-4 （英语）.
- Jean Bollack. . Paris: Presses universitaires de France. 1999. ISBN 2130499503 （法语）.